# Urocitellus beldingi
Urocitellus beldingi — ховрах, що живе в горах на заході Сполучених Штатів. У Каліфорнії він часто зустрічається на висоті 2000–3600 м на луках між озером Тахо та Кінгс-Каньйоном. Його ареал включає деякі охоронні території.

## Морфологічна характеристика
Суслик Белдінга середнього розміру з «відносно коротким хвостом, короткими кінцівками та малими вухами». Має сіру шерсть, яка стає більш корицевою знизу й червонувато-коричневою на спині. Довжина голови й тулуба становить від 230 до 300 міліметрів. Хвіст — від 44 до 76 міліметрів, пухнастий, але також сплощений. Дистальні волоски хвоста мають три кольорові смуги: одну чорну, одну білу та одну червону. В середньому ховрах важить 290 грам. Його лапи майже не вкриті шерстю. У порівнянні з іншими видами ховрахів, защічні мішки мають помірний розмір.

## Спосіб життя

### Харчування
U. beldingi харчуються переважно рослинною їжею. Вони їдять квіти, насіння, горіхи, коріння, гриби і трави, а також комах та інших безхребетних, пташині яйця і падло. На молодих дрібних ссавців рідко полюють; самці часто поїдають дитинчат свого виду.

### Сплячка
Сплячка ховраха Белдинга триває близько семи-восьми місяців з жовтня по квітень/травень, протягом якого гине третина дорослих особин і дві третини молодих особин. Причиною зазвичай є виснаження жирових запасів; смерть настає через замерзання і голодування. Крім того, деяких екземплярів викопують і вбивають сріблясті борсуки (Taxidea taxus) та койоти (Canis latrans).

### Соціальна поведінка
Самиці ховраха Белдинг живуть групами на території (хоча кожна самиця має свою нору), самці поодинокі. Самиці показують явище кумівства, перевагу споріднених однорідних (самиці залишаються з родичами, тому що вони рідко мігрують з району народження після відлучення). При будівництві гнізда рідко виникають конфлікти з близькими родичами, а самицям з родичами будувати гніздо легше, ніж самицям без родичів поблизу. Дуже близькі родичі також ділять спільну територію народження (місце, де народжуються молоді тварини), а також джерела їжі та схованки. Крім того, близькоспоріднені ховрахи Белдінг виганяють неспоріднених самиць із території, яку вони населяють, і попереджають одна одну про ворогів. Дуже близькоспоріднені самиці допомагають одна одній захищати свої території. Однак під час вагітності та лактації споріднені тварини часто виключаються зі своєї території через ризик дітовбивства.

### Розмноження і розвиток
Через тиждень після пробудження від сплячки самиці стають готовими до спаровування. Попри те, що вони можуть зачати лише один день, вони спаровуються з трьома-вісьмома різними самцями. Згідно з генетичним аналізом, дві третини всіх виводків походять від кількох самців. Генетичний склад самця, який спаровувався першим, завжди панівний, але в одному виводку вже можна визначити генетичний склад чотирьох різних самців. Залицяння за самцями полягає в основному в захисті невеликої території. При наявності готових до зачаття самиць між самцями часто відбуваються жорстокі бійки, які майже завжди закінчуються травмами. У цих боях зазвичай вирішальними є вага та досвід.
Після спарювання самиця будує родильну камеру. Більшість таких нір мають довжину від п’яти до восьми метрів (включно з тунелями) і перебувають на глибині від 30 до 60 сантиметрів під поверхнею землі. Гніздо зазвичай має кілька входів, щоб забезпечити втечу, якщо туди проникнуть хижаки, наприклад змії. Гніздо вистилають травою; для цього самка приносить у гніздо до 50 вантажів трави. Після періоду вагітності 23–28 днів народжується 1–11, в середньому близько 5, дитинчат. Після відлучення у віці 26–31 день вони вперше залишають нору. Самці зазвичай мігрують незабаром після цього, але самиці часто залишаються біля своєї родової нори на все життя.